# Camp Pendleton
Marine Corps Base Camp Pendleton er en amerikansk militærbase, der er hjemsted for I Marine Expeditionary Force (I MEF) og en mængde andre enheder og træningskommandoer.
Basen er marinekorpsets største base på den amerikanske stillehavskyst, og den primære base for træning af amfibiekrigsførelse. Basen ligger i det sydlige Californien mellem byerne Oceanside og San Clemente.
Basen blev grundlagt i 1942 for at træne marinesoldater til 2. verdenskrig. Den er navngivet efter general Joseph Henry Pendleton, der var fortaler for en marinekorps-base på stillehavskysten.
33°20′58″N 117°24′39″V / 33.34944°N 117.41083°V